# Кравље острво (Париз)
Кравље острво (фр. Île aux Vaches) некадашње је острво на реци Сени у Паризу.

## Историја
Кравље острво је било ненасељено острво углавно прекривено травњацима. Крајем 19. века због урбанизације Париза спојено је са острвом Нотр Дам и тада су изграђени први мостови који су спајали луку Сант Пол (фр. Port Saint Paul) са леве и луку Купола (фр. Port Tourelle) са десне стране. Данас је острво саставни део Сент Луиса.